# Stahlia monosperma
Stahlia monosperma là một loài thực vật có hoa trong họ Đậu. Loài này được (Tul.) Urb. miêu tả khoa học đầu tiên.

## Hình ảnh

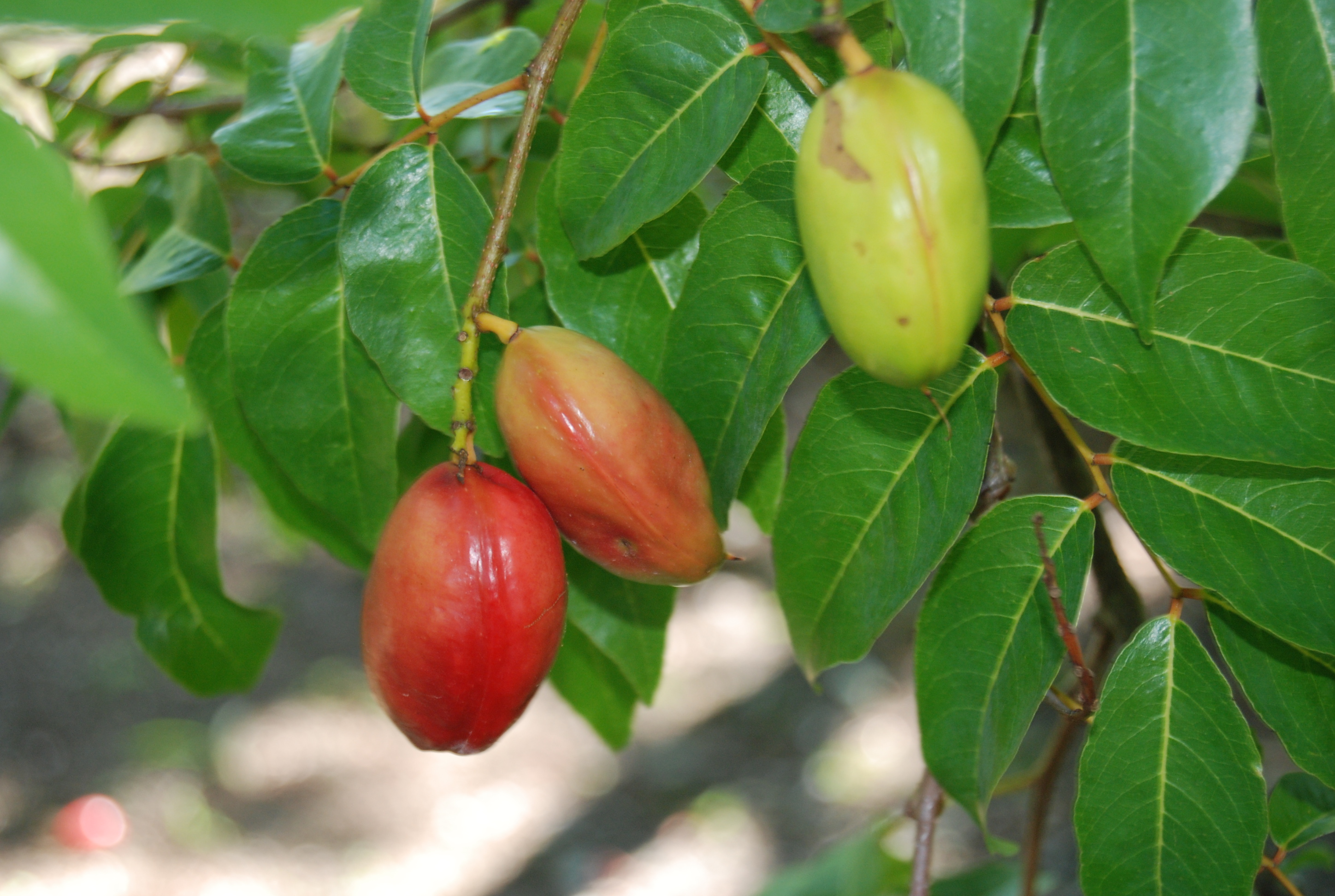
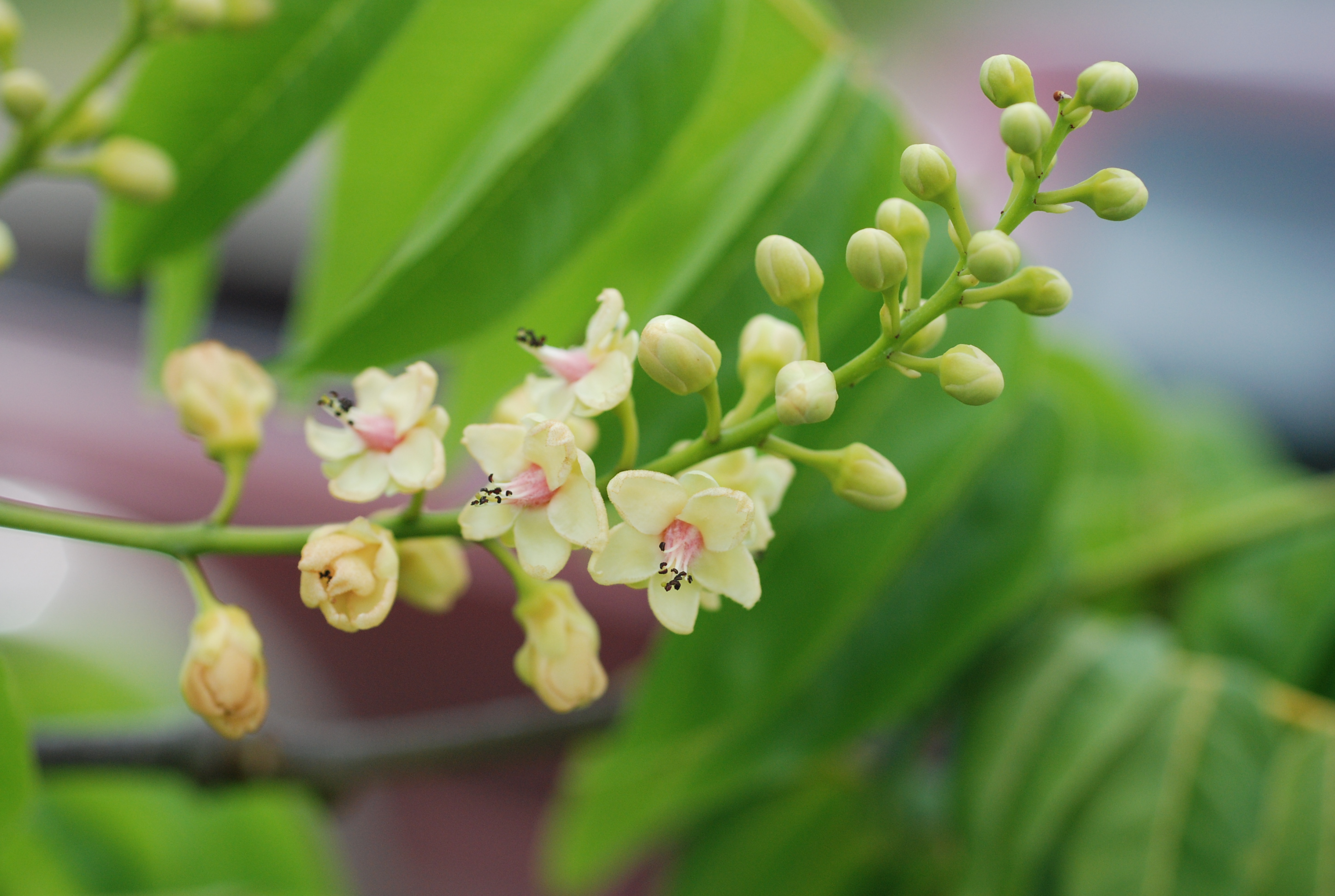